# Немачки савезни избори 2017.
Немачки савезни избори 2017. су одржани у Немачкој 24. септембра 2017. за избор чланова Бундестага.

## Резултати избора
На изборима је победила коалиција ЦДУ/ЦСУ која је добила 33% гласова, друга је СПД са 20,5% гласова, на трећем месту је АфД са 12% а на четвртом месту је са 10,7% ФДП кољу следи немачка Левица са 9,2% док су Зелени освојили 8,9% преданих гласова, У овим изборима је учествовало 51.675.529 бирача.